# 산후우울증
산후우울증 (産後憂鬱症, Postpartum depression, PPD)은 주요 우울 장애의 일종으로 출산 이후 부모 모두에게 나타날 수 있다. 주요 증상으로는 슬픔, 무기력감, 수면 및 섭식 습관 변화, 성생활 의욕 감퇴, 불안감, 조급증 등이 있다. 많은 여성들이 제한적이고 비교적 가벼운 산후우울 증세를 겪을 수 있으나 2주 이상 지속되고 증세가 심각한 경우 산후우울증을 의심해야 한다.
몇 가지 발병요인이 밝혀진 바 있으나 산후우울증의 원인에 대해서는 파악된 바가 많지 않다. 호르몬 변화가 주요한 원인으로 추측되고 있다. 산후우울증이 동반하는 증세로는 수면 부족을 비롯하여 부모됨 혹은 유아 양육에 대한 불안감, 자아정체감 위기, 삶에 대한 상실감, 낭만적이고 성적 매력이 있는 배우자가 충분한 도움을 주지 못하는 것에 대한 불안감 등이 있다. 상당수의 여성이 단체 지원, 상담 혹은 약물 치료를 통해 산후우울증을 이겨낸다.
적게는 0.5% 많게는 60%의 여성이 산후 우울증을 겪게 될 것이라고 한다. 산후 정신 질환은 산후 여성 천명 당 1~2명 정도에서 나타난다. 남성의 경우 특별히 첫 아이를 얻은 아버지의 경우 우울증의 발생 빈도는 1~25.5%로 추정된다. 미국에서는 산후우울증이 영아 살인의 주요 원인으로 지목되고 있으며 이런 경우는 신생아 10만 명 당 8명 꼴로 나타나고 있다.

## 징후와 증상
산후우울 증세는 출산 이후 1년 내 언제라도 나타날 수 있다. 이러한 증상은 다음을 포함하지만 꼭 아래 명시된 증상만을 나타내지는 않는다:
- 슬픔[9]
- 절망감[9]
- 자아존중감 저하[9]
- 죄의식[9]
- 압도된 듯한 기분
- 수면 및 섭식 장애 증세[9]
- 편히 쉴 수 없음[9]
- 기력 소진[9]
- 공허감[9]
- 쾌감 상실[9]
- 사회적 소외감[9]
- 기운 없음 혹은 무기력증[9]
- 쉽게 좌절[9]
- 아이 돌보기에 부적당하다고 느낌[9]
- 성욕의 감퇴[10]
- 간헐적 혹은 빈번한 불안감[11]

### 발병과 지속
산후우울증은 보통 산후 2주에서 1달 사이에 시작된다. 그러나 반드시 산후에만 나타나는 것은 아니며 2001년 미국 정신과학지에 실린 연구는 절반 정도의 산후우울증 환자가 실제로는 출산 이전부터 유사 증세를 보였다고 밝힌 바 있다. 이에 정신질환 진단 및 통계 편람 2013년 개정판(DSM-5)은 산후우울증이 출산 전후 기간에 발병하는 우울 장애에 해당한다고 진단하였으며 이때 출산기 발병("peripartum onset")이란 분만전후 4주를 일컫는다. 실제로 산후우울증은 단순히 몇 개월에나 일년 가까이 지속될 수도 있다. 산후우울증은 유산을 겪은 경험이 있는 여성들에게서도 나타난다.

### 부모-영아 관계
산후우울 증세는 정상적인 모자 간 유대감형성을 방해하며 유아 발달에 심각한 영향을 끼친다. 해당 증세를 보이는 어머니의 경우 보육 방식의 모순을 보이며 어머니가 산후우울증을 겪은 아동들의 경우 정서 및 행동 발달 장애를 보일 확률이 더 높게 나타났으며 정신건강상 반항성장애, 행동장애, 과잉행동을 보일 확률도 높은 것으로 보고되고 있다.
드문 경우이지만 1,000건 당 1-2건은 산후우울증이 양극성 정신질환으로 나타나 영아의 건강에 중대한 영향을 끼치기도 한다. 해당 경우 혹은 어머니가 정신병동 입원 경력이 있는 경우에 영아 살인이 발생하기도 한다.

## 원인
산후우울증의 원인은 정확하게 밝혀지지 않았으나 호르몬 변화, 유전 그리고 삶의 주기에서 나타나는 중대한 사건 등이 잠재 요소로 일컬어지고 있다.
호르몬 변화가 산후우울증과 연관이 있음을 나타내는 증거가 존재하기는 한다. 현재까지 연구된 호르몬은 에스트로겐, 프로게스테론, 갑상샘호르몬, 테스토스테론, 부신피질자극호르몬방출호르몬, 코르티졸 등이다.
심오한 호르몬 변화를 겪지 않는 아버지들도 산후우울증을 겪을 수 있다. 단, 남성의 경우 그 원인이 독특할 수 있다.
아이를 기르는 생활 양식 상 커다란 변화가 산후우울증의 원인으로 제기된 바 있다. 그러나 이 가설을 지지하는 증거는 거의 없다. 과거 출산 전후 전혀 산후우울 증세가 없었던 어머니들도 가장 최근의 출산 이후에 해당 증상을 호소할 수 있기 때문이다.

### 위험 요소
산후우울증의 요인이 밝혀지지는 않았으나 몇 가지 요소가 발병 위험을 높일 것으로 추정되고 있다.
- 산전 우울증 및 불안감[23]
- 개인 혹은 가족력 우울증[24]
- 중간 수준 혹은 심각한 월경 전 생리증후군[25]
- 산후 정신불안증[23]
- 산후 외상후 스트레스 장애(Birth-related psychological trauma)
- 분만외상 혹은 출산외상 (Birth trauma)
- 과거 사산 혹은 유산 경험[25]
- 모유수유 대신 이유식[24]
- 흡연[24]
- 낮은 자아존중감[23]
- 보육스트레스[23]
- 사회적 관심 부족[23]
- 부부관계 불안 혹은 단일 결혼 상태[23]
- 낮은 사회경제 지위[23][26]
- 영아산통 (영아 울음)[23]
- 원치 않은 임신에 따른 출산[23]
- 프로락틴 수치의 상승
- 옥시토신 고갈

여러 요인 중 모유수유 미실시, 우울증 경력, 흡연이 추가적인 증상 유발과 연관이 있는 것으로 보인다. 위에 명시된 요인들이 산후우울증과 연관이 있다고 알려져 있으나 실제로 반드시 증상을 동반하게 하지는 않으며 제3의 요인이 발병의 원인이 되기도 한다. 특별히 사회적 지원 부족과 같은 매우 다른 요소가 산후우울을 유발하는 요인으로 여겨지고 있다.
상대적으로 경제적 자원이 부족한 처지에 놓여 있는 여성들은 부유한 어머니들에 비해 산후우울증이나 스트레스 지수가 더 높게 나타난다. 사실 수입에 따라 산후우울증세가 감소함을 발표한 연구결과도 있다. 경제적으로 어려운 환경에 처한 여성의 경우 원치 않거나 가족계획에 없던 아이를 임신할 가능성이 높을 수 있고 저소득 미혼모의 경우 양육자라는 인식을 갖는 데 있어 인식 전환을 위한 지지기반과 지원이 미약할 수 있다.
인종 간 비교연구의 결과, 아프리카계 어머니의 경우 25%로 가장 높은 위험도를 보인 반면 아시아계 인종은 11.5%로 가장 낮은 수치를 보였다. 해당 연구 결과는 연령, 소득, 교육수준, 혼인상태, 아기의 건강 등을 통제한 상태에서 연구된 것으로 아메리카대륙 원주민, 백인, 히스패닉계 어머니들의 산후우울 발병률은 두 양극단의 중간 지점에 머물렀다.
성적 지향 또한 위험 요인 여부를 파악하는 주제로 선정된 바 있는데 2007년 로스 박사 팀은 레즈비언 부부와 양성애자 부부 그리고 이성애자 부부를 각각 시험하여 비교분석했다. 산후우울증 정도를 측정하는 표준화 지수인 에딘버러 산후우울증척도를 사용한 결과 이성애자 여성에 비해 상당히 높은 우울척도를 보였다. 연구팀은 당 연구논문에서 레즈비언 및 양성애자 여성들의 경우 사회적 지원 및 관심이 낮고 반동성애 차별적 분위기가 추가적인 스트레스를 주기 때문에 수치가 높게 측정됐을 수 있다고 보았다.

### 폭력
산후우울증과 폭력의 연관관계를 연구한 메타분석 검토연구는 여성에 대한 폭력이 산후우울증 발생을 증가시킨다는 사실을 입증했다. 전 세계 여성의 3분의 1 정도가 생애 어느 시기에 육체적, 성적 폭력을 겪는다고 한다. 여성 폭력은 전쟁이나 분쟁, 분쟁 후 혹은 분쟁 외 지역에서 모두 일어난다. 여성에 대한 폭력이 산후우울에 미치는 영향을 연구한 경우는 실질적으로 남성에 의한 폭력만을 대상으로 하고 있으며 여성에 의한 여성 혹은 남성 폭력은 연구 대상이 아닌 것이 특기할 대목이다. 일단 여성에 대한 폭력 자체가 “신체적, 성적, 심리적 피해나 고통을 여성에게 야기하거나 야기할 것 같은 행위”로 정의되고 있다. 심리적, 문화적 요소가 산후우울증과 연관되어 있기도 한데 대표적인 것이 우울증 가족력이며 사춘기 초기 혹은 임신 초기의 스트레스 상황 또는 임신기 우울증, 사회적 관심의 부족 등이 이에 해당한다. 여성에 대한 폭력은 만성적인 스트레스 유발 요인으로 산후우울 증세는 더 이상 피해자가 폭력에 대항하거나 반응할 수 없을 때 촉발된다.

### 진화심리학
산후우울증이 자손 번식을 결정하는 데 있어서 기능적 역할을 한다는 연구결과가 있다. 이 연구 결과는 어머니가 사용할 수 있는 자원이나 여력이 제한됐을 때 산후우울이라는 증세로 하여금 어머니가 자손 번식에 대한 관심이나 투자를 줄이게 된다는 관념을 지지하는 것이다.
실제로 어린 아기들은 상당한 수준 그 이상의 관심과 보육을 필요로 한다. 아버지 혹은 가족 구성원들의 부족은 어머니가 감내해야 하는 어려움을 가중시키며 반대로 어린 아기가 얻을 수 있는 유전적 혹은 건강상 이점은 줄어들게 된다. 가계도에서 상부에 위치한 선대 어머니들이 가족 구성원 및 아버지들로부터 충분한 도움을 받지 못했을 때, 어머니는 양육하고 있는 아이들에게 해를 끼치지 않는 상태에서 갓 태어난 아기를 돌보기 버거웠을 것이며, 이는 후손들에게 영향을 미칠 뿐 아니라 어머니 스스로의 건강도 헤친다. 모유수유를 비롯한 양육 자체가 어머니의 영양분을 소진하는 것이므로 영양분을 충분히 섭취하지 못한 여성의 건강은 위험에 처하게 된다.
적절치 못한 사회적 지원이나 신체적으로 고생이 크거나 스트레스가 높은 상황에 처한 어머니들은 부정적인 감정이 갓 태어난 아기에게 향하게 되어 이 아이를 돌보는 데는 신경을 줄이게 되는데 실질적으로 더 많은 에너지를 쓸 수가 없으므로 어머니 스스로의 희생을 줄이기 위함이다. 여러 연구 결과가 산후우울증과 사회적 지원 부족 혹은 다른 양육 관련 스트레스 간의 상관 관계를 지지하고 있다.
산후우울증을 겪고 있는 어머니는 무의식적으로 긍정적인 감정보다 부정적인 감정을 아이들에게 투사하게 되고 아이들의 울음소리에 둔감하며 반응 또한 더디다. 어머니로서의 역할 성취 또한 보통의 어머니보다 더 어려우며 따라서 아이들은 어머니와의 유대 및 애착관계가 상당히 미약할 수 있다. 상황이 더욱 심각해지면 아이들에게 폭력 혹은 해를 입히게 된다. 즉, 산후우울증이 있는 대부분의 여성들은 부적절한 사회적 지원과 같은 특정한 종류의 비용에 고통을 받고 있으며 이에 따라 어머니의 역할을 잘 해내지 못하게 된다.
이런 관점 하에 산후우울 증세를 보이는 어머니들은 정신병 자체를 갖고 있다기보다 우울 장애를 겪는 것이므로 더 폭넓은 사회적 자원 및 지원 없이는 새 아이를 잘 돌보기 어려울 수 있다. 따라서 치료법은 어머니들이 스스로 필요로 하는 바 자체를 얻도록 하는 데 초점을 맞춘다. 대안으로 새로운 아기를 양육하기 어려운 어머니들은 가족계획 및 출산 계획을 더욱 효율적으로 세움으로써 산후우울증을 완화시켜야 한다.

## 진단

### 기준
DSM-5가 규정하는 산후우울 증세란 “출산 전후기에 나타나는 우울장애”이다. 출산 전후란 임신 도중 혹은 분만 전후 4주 중 어느 때나 증상이 촉발될 수 있음을 말한다. 이전과 달리 DSM-5부터는 임신 도중과 분만 후에 일어나는 증상에 대해 특별한 구분을 하지 않고 있다. 그러나 대부분의 전문가들은 여전히 산후 우울증이 분만 후 1년 이내에 어느 때나 나타나는 우울 증세라 진단한다.
산후우울증 진단에 필요한 기준은 아동 혹은 분만과 관계가 없는 주요 우울장애 혹은 기타 우울 장애 진단기준과 동일하다. 해당 기준은 다음 기술된 9개의 징후 중 최소 5개를 포함해야 하며 2주 이내에 나타나야 한다:
- 슬픔, 공허감, 절망에 빠지는 느낌을 거의 매일 매 시간 생각하며 다른 사람들이 보기에도 우울한 기분에 빠져 있다.
- 다양한 활동에 대한 기쁨 혹은 흥미 상실
- 체중 감량 혹은 식욕 감퇴
- 수면 습관 변화
- 불안감
- 기력 쇠퇴
- 무익함 혹은 죄의식
- 집중력 부족 혹은 결정을 내리기 어려워 함
- 죽음에 대한 생각을 반복함 (자살계획은 세울 수도 있고 그렇지 않을 수도 있음)

### 진단 상의 차이

#### 산후우울감
산후우울증의 표준 명칭(Postpartum Depression)에 비해 Postpartum blues (혹은 Baby blues)는 산후우울증 자체보다 미약한 우울 증세가 나타나는 과도기적인 우울증세를 지칭한다. 해당 증세는 분만 이후 80%의 어머니들에게 나타날 수 있을 정도로 널리 관찰된다. 보통 2주 안에 해소가 되지만 우울 증세가 2주 이상 지속되면 더 심각한 우울 증세 발병을 의심해야 한다.

#### 정신병
산후정신병이란 가끔 산후우울증으로 일컬어지기는 하나 별도의 정신질환이다. 산후우울증보다는 덜 발생하며 증상으로는 사고 장애, 환각, 망상, 행동이나 언어 표현이 불일치함 등이 있다. 산후 정신질환은 1,000명의 산모 중 1-2명 정도에서 발병한다. 그러나 양극성 장애 또는 과거 산후 정신질환을 겪은 산모의 경우 확률이 100배 높아진다. 양극성 장애 또는 드물게 정신분열증은 산후정신질환 발병률을 높인다. 신생아 출산과 산후 정신질환 간의 관계를 파악한 연구는 54,000건의 산모를 12년에 걸쳐 연구하였는데 정신 질환으로 인한 입원은 임신 전에 발생한 것보다 출산 직후 30일 내에 30배 이상 더 빈번하게 발생하는 것으로 나타났다. 추가적으로 산후정신병을 앓은 산모 가운데 72-80%는 양극성 장애 혹은 분열성 장애를 앓은 병력이 있었으며 12%는 정신질환 전력이 있었다. 양극성 질환의 진단을 가능케 하는 지표로는 기분 장애를 경험하는 증상 오진 혹은 누락 경력, 조병이나 중증 수준의 조병, 산후정신병 혹은 양극성 장애 가족력 등이 있다.
약물 치료 없이는 치료가 불가능하기 때문에 산후 정신병의 경우 전문가를 통한 치료가 반드시 뒤따라야 한다.

## 같이 보기
- 우울증